# Brendon Nasser
Pour les articles homonymes, voir Nasser (nom).
Pas d'image ? Cliquez ici

a Compétitions nationales et continentales officielles uniquement.

b Matchs officiels uniquement.
Dernière mise à jour le 10 avril 2023.
Brendon Paul Nasser, né le 6 juin 1964 à Brisbane, est un ancien joueur de rugby à XV qui a joué avec l'équipe d'Australie. Il évoluait au poste de troisième ligne aile. 

## Carrière
Il a eu sa première sélection avec l'équipe d'Australie le 4 novembre 1989 contre la France. Son dernier test match fut contre l'équipe des Samoa, le 9 octobre 1991.
Il fait partie du groupe Australien qui remporte la Coupe du monde 1991, bien qu'il ne dispute qu'un match lors de la phase de poule,.

## Palmarès
- Nombre de test matchs avec l'Australie : 8
- Vainqueur de la Coupe du monde en 1991.